# Aprivesa varipennis
Aprivesa varipennis är en insektsart som beskrevs av Frederick Arthur Godfrey Muir 1931. Aprivesa varipennis ingår i släktet Aprivesa och familjen Ricaniidae. Inga underarter finns listade i Catalogue of Life.